# Железопътна линия 4 (България)
Железопътна линия № 4 Русе – Горна Оряховица – Подкова от Националната железопътна мрежа на България е единична, с изключение на участъците Дъбово – Тулово и Стара Загора – Михайлово, електрифицирана от Русе до Димитровград, с нормално междурелсие 1435 mm.
Тя е сред 3-те презбалкански жп линии, свързващи Северна с Южна България. Дълга е около 400 km, което я прави 3-та по дължина в България.
Железопътната линия е строена на няколко етапа, като първата отсечка от гара Русе до гара Велико Търново е въведена в експлоатация на 8 октомври 1900 г., а последният – Момчилград – Подкова – на 20 ноември 1944 г. Обемът на строителните работи за изкуствените съоръжения по железопътната линия Русе – Стара Загора – Подкова е голям. Построени са стотици съоръжения – мостове, водостоци, подпорни стени, в т. ч. и 25 тунела с обща дължина 8126 m.
В гара Русе линията прави връзка с Главна жп линия 9 за Каспичан (Варна), в гара Горна Оряховица – с Главна жп линия 2 за Варна и София, в гарите Дъбово/Тулово – с Главна жп линия 3 – за Бургас/Варна и София, в гарите Стара Загораю/Михайлово Главна жп линия 8 за Бургас/Варна и Пловдив и в гара Димитровград – с Главна жп линия 1 за София и Свиленград. От гара Горна Оряховица започва и второстепенната линия (отклонение) за Елена Линия 41 (днес демонтирана) и от гара Царева ливада – Линия 42 за Габрово.

## История

### Русе – Търново
В Закона за развитие на железопътната мрежа на България от 1895 г. е предвидено строителство на железопътна линия Русе – Търново – Стара Загора през Стара планина за свързване на Северна с Южна България. Проучването е извършено в кратък срок и само една година след влизането на закона в сила (12 октомври 1896 г.) построяването на линията е възложено чрез търг. Той обаче не е утвърден от Народното събрание. По време на обсъждането му е поставен въпросът за проучване на трасето Търново – Габрово – Шипка – Казанлък, изтъкнато като по-целесъобразно. За да се даде възможност за извършване на вариантни проучвания за мястото на пресичането на Балкана, Народното събрание взема решение да възложи чрез търг само частта Русе – Търново. На 4 август 1897 г. е направена първата копка, а на 8 октомври 1900 г. тази част от линията е предадена в експлоатация. Построена е от Главно предприятие за строителство с председател Ст. Симеонов. Има минимален радиус на кривите 250 m, максимален наклон 26‰; положени са релси тип РПШ с тегло 31,200 kg/m и дължина 9,55 m. По-големите съоръжения по линията са мостовете над река Янтра край гара Бяла, над река Русенски Лом край Русе, два железни моста и първите два тунела от линията в района на Търново.

### Търново – Стара Загора
След 1900 г. Княжество България преживява остра финансова криза, която налага спиране на железопътното строителство. Когато към 1905 г. страната излиза от кризата, проучванията за мястото на пресичането на Балкана са завършени и е възможно да започне построяването на най-сложната част от железопътната линия Русе – Подкова. С утвърдения с указ от 31 декември 1897 г. Закон за допълнение на Закона за проектиране и построяване на железопътна мрежа правителството е натоварено от Народното събрание да извърши проучването на Презбалканската линия Търново – Севлиево – Габрово – Шипченския проход – Казанлък. Основни проучвания за пресичане на Балкана са правени и по направленията: Търново – Хаинбоаз – Нова Загора, наричано Централно трасе; Търново – Елена – Сливен (Източно трасе), и споменатото вече направление – през Габрово – Шипченския проход – Казанлък (Западно трасе).
Поради липсата на значителни населени пунктове по направлението на Източното трасе то е изоставено като неконкурентоспособно. То пресича седловина с надморска височина 1100 m при кота на пресичането на трасето 652 m над морското равнище.
Най-целесъобразно се оказва Западното трасе, което свързва градовете Севлиево, Габрово и Казанлък и осигуряващо най-голям местен трафик. То преминава през Шипченската седловина с надморска височина 1236 m при кота на това място 664 m и дължина на превалния тунел 7200 m. Проучването е направено от френския инженер Пол Етиен. Именно тунелът с тази дължина прави това трасе трудно осъществимо при тогавашните строителни възможности. За намаляване дължината му се предлага увеличаване на допустимия максимален наклон на 33 ‰ и приемане на минимален радиус на хоризонталните криви 200 m.
Централното трасе пресича Балкана в седловината срещу началото на Хаинбоазката Радова река с височина 680 m над морското равнище, а височината на надлъжния профил в мястото на пресичането е 580 m. Проучването на варианта е направено от българския инженер Лукан Хашнов.
През 1904 г., по време на управлението на правителството на Рачо Петров се приема разработеният от инж. Л. Вълчев вариант за пресичане на Балкана по най-неблагоприятното трасе – Плачковци – Борущица при кота на надлъжния профил 883 m. Причините за това решение се крият в стремежа железопътната линия да се доближи възможно най-плътно до каменовъглените залежи в Тревненския балкан и до експлоатираната по това време мина „Принц Борис“ от чужда фирма. За да въздейства върху решението за построяване на железопътната линия, собственикът на мината Огюст Дьо Сер започва построяването на теснопътна линия (750 mm) от Плачковци до Търново. Голяма роля за решаването на въпроса играят и свързаните с каменовъглената компания финансови кръгове от Западна Европа, които при отпускането на 100-милионния заем през 1904 г. с 5 % лихва, котиран в Париж, принуждават българското правителство да предвиди и 16 183 000 златни лева за постройката на Презбалканската железопътна линия по трасето през Борущица.
Техническите проучвания започват през пролетта на 1904 г. Това дава възможност търгът за отдаване строителството на линията на предприемач да се проведе на 21 юли 1905 г. Построяването е възложено на Главното предприятие за построяване на линията Търново – Трявна – Борущица, начело с Христо Никифоров от Ловеч. Съгласно договора тя трябва да бъде завършена до 24 ноември 1908 г., но срокът не е спазен и се налага да бъде удължен до 30 октомври 1909 г. С решение на Народното събрание участъкът Търново – Трявна – Борущица с обща дължина 72 km е завършен на два етапа – и двата с нарушаване на новия краен срок. Най-напред е завършена частта Търново – Плачковци, предадена в експлоатация на 17 юли 1910 г. Частта Плачковци – Борущица е предадена за експлоатация на 1 септември 1913 г.
Следващият участък от тази линия Борущица – Стара Загора с дължина 56 km е възложен чрез търг на 17 ноември 1906 г. на Главното предприятие за построяване на железопътната линия Борущица – Дъбово – Стара Загора, начело с Т. Чакъров. Според договора линията трябва да бъде завършена и предадена за експлоатация до 25 ноември 1909 г., но предприемачът не успява да го спази и се налага Народното събрание и Министерския съвет да го удължи на два пъти с по 1 година, без да се плащат глоби за неустойка. И това удължение на срока не е спазено. В този срок е открит само участъкът Дъбово – Стара Загора с дължина 36 km, открит за експлоатация на 15 август 1911 г. Участъкът Борущица – Дъбово е предаден за експлоатация на 10 февруари 1913 г.
Удължаването на сроковете за завършване на този участък не буди недоумение и сега. От Плачковци до Дъбово са изградени 17 тунела. Тук се намират и двете най-сложни изкуствени развития по нашите железопътни линии с нормално междурелсие – северното („Шесторката“) в участъка Плачковци – Кръстец и южното („Осморката“) между гара Яворовец и гара Радунци;

### Стара Загора – Михайлово
Частта от железопътната линия от Стара Загора до Михайлово е възложена за строителство на предприемач на 29 октомври 1896 г. и е открита за експлоатация на 2 септември 1900 г.

### Михайлово – Димитровград – Хасково – Момчилград
Въпросът за построяването на линията от Михайлово до Раковски (Димитровград) се поставя особено настойчиво след края на Балканската война (1912 – 1913 г.). Тогава южната граница на България се измества на Бяло море и се създават условия за осъществяване на първоначалния замисъл за построяване на линията Русе – Стара Загора – Дедеагач. Отначало се смята, че свързването на съществуващата мрежа на България с Бяло море трябва да се осъществи в посока на Кавала, но скоро след Букурещкия мир – 1913 г., се налага в направлението Михайлово – Мъстанли(Момчилград) – Гюмюрджина – Порто Лагос. Към проучване на трасето се пристъпва в началото на 1914 г. Възложено е на Главната дирекция за постройка на железопътни линии. За да осигури средства за строежа на линията и пристанището Порто Лагос, българската държава сключва спогодба с немската банкерска къща „Дисконто-Гезелшафт“, на която е възложено и строителството. То не се осъществява поради влизането на България в Първата световна война и възникналите във връзка с това проблеми. С Ньойския договор се отнема излазът на България на Бяло море и построяването на железопътната линия до Порто Лагос се осуетява. Строителството в тази посока се диктува и от други съображения. За осигуряване прехраната на военните части и на населението в района военното командване предлага да бъде построена теснопътна 600 mm линия. През 1920 г. Министерският съвет решава да се построи железопътна линия в направление Раковски – Хасково – Кърджали – Пашмакли (Смолян) и отменя изпълнението на проекта за нормална железопътна линия Михайлово – Хасково – Порто Лагос. Инженерните войски започват веднага строителството на линията, завършват я до Хасково и я предават в експлоатация през февруари 1923 г. С постановление на Министерския съвет от 24 юли 1920 г. е взето и решение да се измени междурелсието от 600 на 760 mm и тя да свърже Раковски – Хасково – Мъстанли (Момчилград), но то не е изпълнено. По-късно – на 30 март 1923 г., е прието още едно постановление на Министерския съвет, с което се разпорежда железопътната линия от Михайлово до Хасково да се построи с нормално междурелсие, а от Хасково до Момчилград с междурелсие 760 mm. Окончателното решение цялата железопътна линия, включително и частта ѝ от Хасково до Момчилград, да бъде построена с междурелсие 1435 mm е взето с постановление от 13 февруари 1924 г. През 1923 г. започва преустройството на железопътния участък Раковски – Хасково от теснопътно за нормално междурелсие, а след това и строителството на участъците към Момчилград. Предаването в експлоатация на линията става етапно в зависимост от завършването на отделните участъци. Първи е открит участъкът Раковски – Хасково – на 1 февруари 1928 г., а Хасково – Книжовник – на 2 декември 1928 г. По-късно се пускат в експлоатация участъците Книжовник – Маслиново – 5 март 1930 г., Маслиново – Кърджали – на 8 ноември 1931 г. и Кърджали – Момчилград на 4 декември 1932 г.
Трасето на линията Раковски – Хасково – Мъстанли пресича Южнородопската верига, която разделя долините на реките Арда и Марица при село Мост на сравнително ниска кота – 392,7 m. Преминаването на вододела се извършва чрез тунел с дължина 1121 m.
Сравнително късно е построен участъкът Михайлово – Раковски, проучен през 1914 г. като част от линията Михайлово – Раковски – Хасково – Порто Лагос, но окончателно трасиран през 1929 г. Строителството започва в началото на 1930 г., но поради недостатъчни средства до 1934 г. то се извършва бавно. От 1934 г. се отпускат по-редовно средства и строежът се ускорява. Участъкът с дължина 33 km и 517 m е завършен за около три години и е предаден в редовна експлоатация на 11 октомври 1936 г.
Към 01.06.2018 година, крайградски пътнически влакове обслужват пътуващите по маршрута, като е наличен директен влак от Стара Загора до с. Подкова, влак от гр. Димитровград до гр. Кърджали (два пъти дневно), както и различни варианти с прекачване.
Участъкът от линията между гр. Димитровград и гр. Кърджали преминава през живописна местност, включително и по брега на язовир „Студен кладенец“. Спирката при село Перперек може да бъде използвана за изходен пункт до археологическия комплекс Перперикон. Спирката „Момина скала“ е най-близкият пункт до дългия въжен мост над яз. „Студен кладенец“ и е използвана от жители и посетители на село Лисиците, до което няма асфалтов път и редовен транспорт. Спирките „Широко поле“ и „Желязна врата“ могат да послужат за изходен пункт на преход до крепостта Моняк.

### Момчилград – Подкова
Последната част от железопътната линия от Момчилград до Подкова е построена през Втората световна война. Участъкът е проучван през 1913 г. Ново проучване и окончателно трасиране се прави през 1941 г. Строителството започва в началото на 1941 г. и участъкът е предаден за редовна експлоатация на 20 ноември 1944 г.
При строителството на железопътната линия от Михайлово до Подкова са използвани различни методи на организация. Компактни или еднородни обекти се възлагат на предприемачи, други се работят на акорд, а трети се строят по стопански начин. Постепенно по-голямата част от предприемачите са отстранени, и остава да преобладава стопанският начин на строителство. Широко се прилага постоянната и временната трудова повинност от пряко заинтересованото население от селищата, намиращи се на разстояние до 10 km от железопътната линия. Извършва се чрез лично отработване, отработване с коларски превози и заплащане. Гъвкава форма е възлагането на отделни обекти на акорд. Това става чрез вътрешно състезание между акордантите – работници-специалисти с авторитет и доверие сред своите другари, без внасяне на залог, но с писмено договаряне на условията за работа и взаимоотношенията с ръководството на строежа. Заплащането на извършената работа става по установени единични цени на кубически, на квадратен и на линеен метър.
Железопътната линия Русе – Подкова е с различни показатели на плана и профила в отделните участъци. Участъкът Русе – Търново е построен с минимален радиус на кривите 250 m и максимален наклон 26 ‰. Участъкът от Търново до Стара Загора е с минимален радиус 250 m и максимален наклон 25 ‰. В отсечките Търново – Плачковци – Борущица са допуснати по изключение криви с радиус 200 m. Участъкът Стара Загора – Михайлово е с минимален радиус на кривите 300 m и максимален наклон 11 ‰, а Михайлово – Димитровград – с минимален радиус 300 m и максимален наклон 15 ‰. За намаляване дължината на тунелите и на строителните разходи от Димитровград до Момчилград линията е построена с минимален радиус 250 m и максимален наклон 25 ‰. Последният участък от линията от Момчилград до Подкова има минимален радиус на кривите 300 m и максимален наклон 9,5 ‰.

## Електрификация
Участъкът Русе – Бяла – Горна Оряховица е въведен в редовна експлоатация на 20 юни 1963 г. Това е вторият електрифициран участък в България.
През 1976 г. са електрифицирани Горна Оряховица – Самоводене – Плачковци, през 1979 г. Плачковци – Дъбово и Тулово – Стара Загора.
Днес единствено участъкът Димитровград – Подкова се обслужва с дизелови локомотиви или с дизелови мотрисни влакове.

## Технически съоръжения по железопътната линия

### Гари и разделни постове
| име на гарата                   | приемно-отправни коловози (ПОК) | приемно-отправни коловози (ПОК) | приемно-отправни коловози (ПОК) | осигурителна инсталация |
| име на гарата                   | брой ПОК                        | максимална полезна дължина, m   | минимална полезна дължина, m    | осигурителна инсталация |
| ------------------------------- | ------------------------------- | ------------------------------- | ------------------------------- | ----------------------- |
| Русе-север                      | 5                               | 648                             | 536                             | РУКЗ                    |
| Разделен Пост Дунав             | –                               | –                               | –                               | ЕМЦ                     |
| Русе – Разпределителна          | 6                               | 719                             | 440                             | ЕГБ                     |
| Русе                            | 5                               | 650                             | 440                             | МРЦ                     |
| Долапите                        | 4                               | 695                             | 580                             | МРЦ                     |
| Иваново                         | 4                               | 760                             | 660                             | ЕЦ-1                    |
| Две могили                      | 3                               | 650                             | 612                             | МРЦ                     |
| Борово                          | 3                               | 638                             | 621                             | МРЦ                     |
| Моруница                        | 2                               | 696                             | 630                             | МРЦ                     |
| Бяла                            | 4                               | 664                             | 550                             | МРЦ                     |
| Полски Тръмбеш                  | 3                               | 665                             | 580                             | МРЦ                     |
| Петко Каравелово                | 3                               | 715                             | 640                             | ЕЦ-1                    |
| Янтра                           | 2                               | 680                             | 590                             | ЕМЦ                     |
| РП Акация                       | –                               | –                               | –                               | ЕМЦ                     |
| Горна Оряховица                 | 11                              | 610                             | 310                             | ЕМЦ                     |
| Горна Оряховица Разпределителна | 12                              | 825                             | 671                             | МРЦ                     |
| Велико Търново                  | 3                               | 656                             | 529                             | ЕЦ-1                    |
| Самоводене                      | 3                               | 509                             | 431                             | МРЦ                     |
| Дебелец                         | 3                               | 653                             | 609                             | МРЦ                     |
| РП Соколово                     | 1                               | 781                             | –                               | МРЦ                     |
| Дряново                         | 2                               | 630                             | 588                             | МРЦ                     |
| Царева ливада                   | 5                               | 653                             | 416                             | МРЦ                     |
| Трявна                          | 3                               | 684                             | 565                             | МРЦ                     |
| Плачковци                       | 5                               | 671                             | 490                             | МРЦ                     |
| Кръстец                         | 4                               | 828                             | 641                             | МРЦ                     |
| Радунци                         | 3                               | 627                             | 625                             | МРЦ                     |
| Дъбово                          | 4                               | 814                             | 491                             | МРЦ                     |
| Тулово                          | 8                               | 720                             | 625                             | МРЦ                     |
| Змейово                         | 3                               | 510                             | 470                             | ЕЦ-1                    |
| Стара Загора                    | 12                              | 830                             | 435                             | МРЦ                     |
| Калояновец                      | 4                               | 880                             | 732                             | МРЦ                     |
| Михайлово                       | 5                               | 838                             | 708                             | МРЦ                     |
| Меричлери                       | 3                               | 614                             | 550                             | РУКЗ                    |
| Димитровград-север              | 8                               | 660                             | 500                             | МРЦ                     |
| Димитровград                    | 7                               | 675                             | 426                             | МКЦ                     |
| Хасково                         | 4                               | 592                             | 372                             | РУКЗ                    |
| Мост                            | 2                               | 480                             | 436                             | РУКЗ                    |
| Кърджали                        | 5                               | 675                             | 509                             | РУКЗ                    |
| Момчилград                      | 3                               | 663                             | 555                             | РУКЗ                    |
| Подкова                         | 2                               | 570                             | 518                             | РУКЗ                    |

### Мостове
| междугарие                        | намира се на km | обща дължина, m | изграден от  | препятствие              |
| --------------------------------- | --------------- | --------------- | ------------ | ------------------------ |
| Гюргево – Русе разпред.           | 0+000           | 1112,00         | стомана      | р. Дунав                 |
| Гюргево – Русе разпред.           | 1+534           | 20,00           | стоманобетон | шосе                     |
| Гюргево – Русе разпред.           | 2+034           | 6,00            | стоманобетон | път                      |
| Гюргево – Русе разпред.           | 4+555           | 5,00            | стоманобетон | колектор за отпадни води |
| Русе разпред. – Русе              | 6+817           | 5,00            | стоманобетон | жп коловоз               |
| Русе разпред. – Русе              | 7+507           | 18,00           | стоманбетон  | булевард                 |
| Русе разпред. – Русе              | 8+615           | 30,00           | стоманобетон | булевард                 |
| Русе разпред. – Русе              | 9+836           | 28,00           | стоманобетон | булевард                 |
| РП Доростол – Долапите            | 12+809          | 82,00           | стомана      | река                     |
| РП Доростол – Долапите            | 16+895          | 5,00            | стоманобетон | воден канал              |
| РП Доростол – Долапите            | 20+785          | 8,00            | стоманобетон | жп коловоз               |
| Моруница – Бяла                   | 75+017          | 135,00          | стомана      | р. Янтра                 |
| Бяла – Полски Тръмбеш             | 79+378          | 5,00            | стоманобетон | река                     |
| П. Тръмбеш – П. Каравелово        | 90+988          | 8,00            | стомана      | път                      |
| П. Каравелово – Янтра             | 107+950         | 108,00          | стомана      | р. Росица                |
| П. Каравелово – Янтра             | 109+335         | 31,00           | стоманобетон | черен път                |
| Янтра – Г. Оряховица              | 118+137         | 27,40           | стоманобетон | черен път                |
| Янтра – Г. Оряховица              | 119+138         | 108,40          | стомана      | р. Янтра                 |
| Самоводене – В. Търново           | 133+046         | 102,40          | стомана      | р. Янтра                 |
| Самоводене – В. Търново           | 133+334         | 85,20           | стомана      | р. Янтра                 |
| В. Търново – Дебелец              | 135+534         | 23,70           | стоманобетон | река                     |
| В. Търново – Дебелец              | 136+198         | 10,00           | стоманобетон | река                     |
| В. Търново – Дебелец              | 139+055         | 66,50           | стомана      | р. Белица                |
| Дебелец – РП Соколово             | 146+762         | 66,00           | стомана      | река                     |
| РП Соколово – Дряново             | 153+444         | 27,00           | кам. зидария | река                     |
| РП Соколово – Дряново             | 153+763         | 68,70           | кам. зидария | река                     |
| РП Соколово – Дряново             | 155+811         | 10,00           | кам. зидария | река                     |
| РП Соколово – Дряново             | 157+044         | 57,00           | стомана      | река                     |
| Дряново – Царева ливада           | 158+970         | 52,00           | стомана      | път и река               |
| Дряново – Царева ливада           | 160+142         | 48,00           | стомана      | река                     |
| Дряново – Царева ливада           | 164+727         | 50,00           | стомана      | река                     |
| Царева ливада – Трявна            | 167+405         | 21,10           | стоманобетон | река                     |
| Царева ливада – Трявна            | 167+901         | 7,20            | стоманобетон | река                     |
| Царева ливада – Трявна            | 169+107         | 46,70           | стомана      | река                     |
| Царева ливада – Трявна            | 169+840         | 48,50           | кам. зидария | река                     |
| Царева ливада – Трявна            | 170+777         | 44,30           | кам. зидария | река                     |
| Царева ливада – Трявна            | 170+965         | 42,50           | кам. зидария | река                     |
| Царева ливада – Трявна            | 172+527         | 52,00           | стомана      | река                     |
| Царева ливада – Трявна            | 173+610         | 54,1 0          | кам. зидария | река                     |
| Трявна – Плачковци                | 179+057         | 9,80            | кам. зидария | река                     |
| Трявна – Плачковци                | 181+537         | 9,80            | кам. зидария | река                     |
| г. Плачковци                      | 183+080         | 37,00           | стоманобетон | река и път               |
| Плачковци – Радевци               | 184+198         | 20,00           | кам. зидария | река и път               |
| Кръстец – сп. Борущица            | 201+758         | 10,40           | кам. зидария | река                     |
| Кръстец – сп. Борущица            | 204+560         | 28,50           | стомана      | река                     |
| Радунци – Дъбово                  | 215+452         | 21,60           | стомана      | река                     |
| Радунци – Дъбово                  | 216+355         | 13,80           | стомана      | река                     |
| Радунци – Дъбово                  | 218+979         | 26,00           | стомана      | река                     |
| Радунци – Дъбово                  | 219+212         | 29,30           | стомана      | река                     |
| Радунци – Дъбово                  | 225+262         | 31,40           | стомана      | река                     |
| Тулово – Дъбово                   | 217+275         | 15,00           | стоманобетон | дере                     |
| Тулово – Дъбово                   | 221+610         | 17,20           | стоманобетон | дере                     |
| Тулово – Змейово                  | 227+795         | 16,20           | стомана      | река                     |
| Тулово – Змейово                  | 229+195         | 101,90          | стомана      | река                     |
| Змейово – Ст. Загора              | 244+306         | 78,60           | кам. зидария | река и път               |
| Змейово – Ст. Загора              | 251+395         | 32,30           | стоманобетон | река                     |
| г. Ст. Загора                     | 105+360         | 36,00           | стоманобетон | градска улица            |
| Калояновец – Ст. Загора           | 99+910          | 17,00           | стоманобетон | канал                    |
| г. Калояновец                     | 92+322          | 48,60           | стоманобетон | река и път               |
| Михайлово – Калояновец            | 91+392          | 18,80           | стоманобетон | канал                    |
| Михайлово – Калояновец            | 85+253          | 20,00           | стоманобетон | канал                    |
| г. Михайлово                      | 84+060          | 10,60           | стоманобетон | път и канал              |
| Михайлово – Меричлери             | 2+830           | 26,00           | стоманобетон | река                     |
| Михайлово – Меричлери             | 13+574          | 37,90           | стоманобетон | река                     |
| Димитровград – Димитровград север | 31+230          | 212,70          | стомана      | р. Марица                |
| Димитровград – Хасково            | 13+776          | 10,40           | стоманобетон | дере                     |
| Хасково – Книжовник               | 24+104          | 24,50           | стомана      | р. Хасковска             |
| Хасково – Книжовник               | 24+668          | 18,30           | стомана      | дере                     |
| Хасково – Книжовник               | 39+099          | 56,00           | стомана      | р. Олудере               |
| Хасково – Книжовник               | 39+606          | 18,00           | стомана      | дере                     |
| Хасково – Книжовник               | 40+598          | 13,50           | стоманобетон | сухо дере                |
| Хасково – Книжовник               | 40+985          | 23,30           | стомана      | дере „Караорман“         |
| Книжовник – Мост                  | 43+409          | 26,30           | стомана      | дере                     |
| Мост – Кърджали                   | 64+407          | 14,00           | стоманобетон | дере                     |
| Мост – Кърджали                   | 69+712          | 208,00          | стоманобетон | яз. „Студен кладенец“    |
| Мост – Кърджали                   | 76+465          | 36,80           | стоманобетон | р. „Боюк дере“           |
| Мост – Кърджали                   | 82+519          | 44,30           | стоманобетон | яз. „Студен кладенец“    |
| Мост – Кърджали                   | 83+025          | 119,20          | стоманобетон | дере „Балабан“           |
| Мост – Кърджали                   | 86+157          | 14,90           | стоманобетон | дере                     |
| Кърджали – Момчилград             | 88+532          | 178,40          | стоманобетон | р. Арда                  |
| Кърджали – Момчилград             | 95+082          | 8,60            | стоманобетон | дере                     |
| Кърджали – Момчилград             | 95+927          | 112,00          | стоманобетон | р. Върбица               |
| Кърджали – Момчилград             | 100+124         | 18,20           | стомана      | дере                     |
| Кърджали – Момчилград             | 100+884         | 10,60           | стоманобетон | дере                     |
| Кърджали – Момчилград             | 101+279         | 16,30           | стоманобетон | дере                     |
| Момчилград – Подкова              | 101+951         | 28,30           | стомана      | дере                     |
| Момчилград – Подкова              | 102+344         | 42,60           | стоманобетон | дере                     |
| Момчилград – Подкова              | 104+163         | 99,00           | стоманобетон | р. Чукоровска            |
| Момчилград – Подкова              | 108+515         | 26,00           | стоманобетон | дере и път               |
| Момчилград – Подкова              | 118+438         | 35,30           | стоманобетон | дере                     |
| Русе запад – РП Доростол          | 7+547           | 8,00            | стомана      | път                      |
| Русе север – РП Дунав             | 1+531           | 63,00           | стоманобетон | булевард                 |
| РП Дунав (пост 1 – пост 3)        |                 | 18,00           | стоманобетон | път                      |
| РП Дунав (пост 1 – пост 4)        |                 | 6,00            | стоманобетон | път                      |

### Тунели
| №  | междугарие                     | тунел № | от km   | до km   | дължина, m | построен |
| -- | ------------------------------ | ------- | ------- | ------- | ---------- | -------- |
| 1  | Самоводене – Велико Търново    | 1       | 133+121 | 133+285 | 164,00     | 1913     |
| 2  | Самоводене – Велико Търново    | 2       | 133+416 | 133+556 | 140,00     | 1913     |
| 3  | Велико Търново – Дебелец       | 3       | 138+725 | 139+000 | 275,00     | 1913     |
| 4  | Дряново – Царева ливада        | 4       | 163+481 | 163+708 | 227,00     | 1913     |
| 5  | Дряново – Царева ливада        | 5       | 164+583 | 164+689 | 106,00     | 1913     |
| 6  | Царева ливада – Трявна         | 6       | 168+394 | 168+480 | 86,00      | 1913     |
| 7  | Царева ливада – Трявна         | 7       | 169+142 | 169+298 | 156,00     | 1913     |
| 8  | Царева ливада – Трявна         | 8       | 172+639 | 172+731 | 92,00      | 1913     |
| 9  | Плачковци – Кръстец            | 9       | 184+903 | 184+986 | 83,00      | 1913     |
| 10 | Плачковци – Кръстец            | 10      | 186+711 | 187+251 | 540,00     | 1913     |
| 11 | Плачковци – Кръстец            | 11      | 189+542 | 190+306 | 764,00     | 1913     |
| 12 | Плачковци – Кръстец            | 12      | 191+673 | 192+280 | 607,00     | 1913     |
| 13 | Плачковци – Кръстец            | 13      | 194+159 | 194+429 | 270,00     | 1913     |
| 14 | Плачковци – Кръстец            | 14      | 194+636 | 195+020 | 384,00     | 1913     |
| 15 | Плачковци – Кръстец            | 15      | 196+518 | 196+637 | 119,00     | 1913     |
| 16 | Плачковци – Кръстец            | 16      | 196+930 | 197+148 | 218,00     | 1913     |
| 17 | Плачковци – Кръстец            | 17      | 197+447 | 197+638 | 191,00     | 1913     |
| 18 | Плачковци – Кръстец            | 18      | 197+947 | 198+184 | 237,00     | 1913     |
| 19 | Плачковци – Кръстец            | 19      | 198+457 | 199+127 | 670,00     | 1913     |
| 20 | Кръстец – Радунци              | 20      | 210+044 | 210+170 | 126,00     | 1913     |
| 21 | Кръстец – Радунци              | 21      | 210+627 | 310+739 | 112,00     | 1911     |
| 22 | Кръстец – Радунци              | 22      | 211+124 | 211+238 | 114,00     | 1911     |
| 23 | Радунци – Дъбово               | 23      | 212+378 | 213+479 | 1101,00    | 1911     |
| 24 | Радунци – Дъбово               | 24      | 214+624 | 215+432 | 808,00     | 1911     |
| 25 | Радунци – Дъбово               | 25      | 215+634 | 216+304 | 670,00     | 1911     |
| 26 | Меричлери – Димитровград-север | 1       | 27+237  | 27+990  | 753,00     | 1936     |
| 27 | Мост – Кърджали                | 1       | 56+776  | 57+896  | 1120,00    | 1930     |
| 28 | Мост – Кърджали                | 2       | 60+584  | 60+894  | 310,00     | 1930     |
| 29 | Мост – Кърджали                | 3       | 73+284  | 73+486  | 202,00     | 1957     |
| 30 | Мост – Кърджали                | 4       | 73+927  | 74+209  | 282,00     | 1957     |
| 31 | Момчилград – Подкова           | 5       | 112+798 | 112+858 | 60,00      | 1943     |

### Максимално допустими скорости (към 29.05.2022 г.)
| от гара              | до гара              | път 1 | път 2 |
| -------------------- | -------------------- | ----- | ----- |
| Гюргево              | Русе-разпределителна | 60    | –     |
| Русе разпределителна | Русе                 | 50    | –     |
| Русе                 | Борово               | 65    | –     |
| Борово               | Бяла                 | 60    | –     |
| Бяла                 | Янтра                | 70    | –     |
| Янтра                | РП Акация            | 75    | –     |
| РП Акация            | Дъбово               | 65    | –     |
| Дъбово               | Тулово               | –     | 130   |
| Тулово               | Змейово              | 75    | –     |
| Змейово              | km 247+700           | 65    | –     |
| km 247+700           | Стара Загора         | 75    | –     |
| Стара Загора         | Калояновец           | 130   | 130   |
| Калояновец           | Михайлово            | 160   | 160   |
| Михайлово            | Димитровград-север   | 40    | –     |
| Димитровград-север   | Димитровград         | 70    | –     |
| Димитровград         | Хасково              | 65    | –     |
| Хасково              | Кърджали             | 40    | –     |
| Кърджали             | Момчилград           | 50    | –     |
| Момчилград           | Подкова              | 60    | –     |

## Любопитни факти
- През 1954 – 56 г. във връзка с построяването на язовир „Студен кладенец“ трасето на линията между гарите Перперек и Кърджали е изместено по протежение на 16,5 km. С това линията е удължена с около 2,5 km;
- по линията в участъка Плачковци – Кръстец се намират „Шесторката“ от север (на разстояние 16600 m се преодолява денивелация от 357 m) и от юг („Осморката“) между спирка Яворовец и гара Радунци. Тук линията се развива на три нива, като на разстояние 14600 m се преодолява денивелация от 303 m. И при двете развития са допуснати пределни нагорнища – действителен наклон 25,5 ‰ и меродавен 31 ‰;
- Тук се намира и най-дългият дотогава тунел, построен в България (№ 23 – 1100 m). Тунел № 22 се намира над тунел № 24. Те са построени в един и същи склон;
- За увеличаване на пропускателната способност на линията, в участъците, където трасето съвпада с трасетата на други главни железопътни линии, те са удвоени. Това са:
- Дъбово – Тулово (8,3 km) – съвпада с Трета главна линия, удвоено през 1965 г.
- Михайлово – Стара Загора (24 km) – съвпада с Осма главна линия. Линията е напълно реконструирана през 1978 – 1979 г. и освен, че е удвоена, минималният радиус на кривите е увеличен на 1200 m, а максималният наклон е до 13 ‰;
- През 1973 г. е въведена в експлоатация вариантата между разделен пост „Акация“ и разделен пост „Първомайци“ (4,6 km) и връзката с гара Поликраище. Така става възможно преминаването на влакове (предимно товарни) между втора и четвърта главни линии, без да се влиза в гара Горна Оряховица;